# 20-20 클럽
20-20 클럽이란 스포츠 기록 용어이다.

## 야구
20-20 클럽이란 야구에서 단일 시즌에 20 홈런, 20 도루를 동시에 달성하는 기록을 의미한다.

## 축구
20-20 클럽이란 축구에서 통산 20 득점, 20 도움을 달성하는 기록을 의미한다.

## 같이 보기
- 30-30 클럽
- 40-40 클럽
- 50-50 클럽